# Олищук, Пётр Григорьевич
Пётр Григорьевич Олищук (укр. Петро Григорович Оліщук; 1912 год, Ильковичи, Австро-Венгрия — дата смерти неизвестна) — председатель колхоза имени Ленинского комсомола Сокальского района Львовской области, Украинская ССР. Герой Социалистического Труда (1958).

## Биография
Родился в 1912 году в крестьянской семье в селе Ильковичи, Австро-Венгрия. С ранних лет трудился в сельском хозяйстве. В 1940—1941 годах — заведующий хозяйством местного колхоза в селе Ильковичи. С 1946 года — конюх, бригадир, заведующий конефермой, земледелец, заведующий молочно-товарной фермой в колхозе имени Конева (позднее — имени Ленинского комсомола, имени Калинина) Сокальского района в селе Ильковичи. Член КПСС.
В 1955 году назначен председателем колхоза имени Конева.
Вывел колхоз в число передовых сельскохозяйственных производств Львовской области. Указом Президиума Верховного Совета СССР от 26 февраля 1958 года «за особые заслуги в развитии сельского хозяйства и достижение высоких показателей по производству зерна, сахарной свеклы, мяса, молока и других продуктов сельского хозяйства и внедрение в производство достижений науки и передового опыта» удостоен звания Героя Социалистического Труда с вручением ордена Ленина и золотой медали «Серп и Молот».
В 1952 году участвовал во Всесоюзной выставке ВДНХ.
Избирался депутатом Львовского областного Совета народных депутатов 5 — 15 созывов (1955—1977).
После выхода на пенсию проживал в родном селе Ильковичи. Дата смерти не установлена.
Награды
- Герой Социалистического Труда
- Орден Ленина — дважды
- Золотая медаль ВДНХ.